# Марисінек (Сохачевський повіт)
Марисінек (пол. Marysinek) — село в Польщі, у гміні Нова-Суха Сохачевського повіту Мазовецького воєводства.
Населення — 32 особи (2011).

## Демографія
Демографічна структура станом на 31 березня 2011 року:
|          | Загалом | Допрацездатний вік | Працездатний вік | Постпрацездатний вік |
| -------- | ------- | ------------------ | ---------------- | -------------------- |
| Чоловіки | 18      | 1                  | 15               | 2                    |
| Жінки    | 14      | 1                  | 11               | 2                    |
| Разом    | 32      | 2                  | 26               | 4                    |